# Anderson Cruz
Anderson Cruz, né le 9 avril 1996 à Luanda, est un footballeur international angolais. Il joue au poste d'attaquant.

## Biographie
Anderson naît à Luanda dans la capitale de l'Angola avant d'arriver, à quatre ans, au Portugal près de Lisbonne où il débute le football en passant par les clubs de Cacém. Il est repéré par le Sporting Lisbonne qui l'envoie dans le club satellite du Real SC. Il joue ensuite dans les clubs du SC Lourel et du Varzim SC.

### En club
Il signe un contrat en 2016 avec l'Ourense CF qui le prête dans la foulée au Verin CF en quatrième division espagnole avant finalement de rejoindre le Rapido Bouzas en troisième division espagnol.
Après quelques mois en troisième division espagnole, il rejoint le Deportivo Alavés pour quatre saisons mais enchaine les prêts, notamment dans les clubs satellites d'Alavés, d'abord au NK Rudeš en première division croate puis au FC Sochaux-Montbéliard en Ligue 2 pour la saison 2018-2019 et enfin au CF Fuenlabrada en seconde division espagnole pour la saison 2019-2020.
Il quitte le club en 2020 sans avoir joué un match avec celui-ci et s'engage au Club Bolívar en première division bolivienne.
Le 28 janvier 2021, il signe avec le club portugais du Rio Ave FC, qui devient, à 24 ans, le dixième club de sa carrière sénior depuis l'équipe réserve du Varzim SC en 2015.
Après un prêt à l'Atlético Petróleos de Luanda en Angola lors de la saison 2022-2023 où les angolais atteignent la demi-finale de la Ligue des champions africaines, il y est définitivement transféré la saison suivante.

### En sélection
Le 29 mars 2021, il joue son premier match international en étant titularisé lors d'une victoire deux buts à zéro contre le Gabon en qualification pour la CAN.

## Palmarès
Il est champion d'Angola à trois reprises en 2022, 2023 et 2024 avec Petro Luanda.